# Slottsstafetten
Slottsstafetten är en stafett som löpes runt Uppsala slott, i Uppsala. Den inträffar någon gång i april varje år, och lag från de stora och närmsta friidrottsklubbarna deltar.